# Brisbin, Pennsylvania
Brisbin, Pennsylvania (енгл. Brisbin) град је у америчкој савезној држави Пенсилванија.

## Демографија
По попису из 2010. године број становника је 411, што је 2 (-0,5%) становника мање него 2000. године.
| Група             | 2000.       | 2010.       |
| Белци             | 408 (98,8%) | 399 (97,1%) |
| Афроамериканци    | 1 (0,2%)    | 1 (0,2%)    |
| Азијати           | 0 (0,0%)    | 0 (0,0%)    |
| Хиспаноамериканци | 1 (0,2%)    | 9 (2,2%)    |
| Укупно            | 413         | 411         |